# Erlang (eenheid)
De erlang is een dimensieloze eenheid voor de omvang van het telefoonverkeer. Het CCITT nam in 1946 de erlang E als internationale eenheid voor het telefoonverkeer aan. Het aantal erlang is een maat voor de hoeveelheid telefoonverkeer. Het was aan de hand van het wetenschappelijk werk, uitgevoerd door de Deense wiskundige Agner Erlang, in verband met wachtrijtheorie, dat men tot de definitie kwam.
Er kan over een analoge telefoonlijn maar een telefoongesprek tegelijk worden gevoerd en die capaciteit wordt gelijkgesteld aan één erlang. Een erlang is de maat relatief hieraan van het gebruik van een telefoonlijn. Een gemiddeld gesprek kan op twee minuten worden gesteld, wat bij één gesprek per uur 0,033 E is. Verwerkt een telefoonlijn continu 10 gesprekken tegelijk, dan komt dat dus overeen met 10 E.
De erlang wordt veel gebruikt om te bepalen of een telefooncentrale een te grote of te kleine capaciteit heeft, van zowel interne als externe oproepen. Daarbij wordt met Erlangs B-formule gerekend. Er wordt gesteld dat het niet slagen van 1 oproep op elke 20, ofwel 5%, voor de meeste toepassingen aanvaardbaar is.